# هيدروكسي ميثيل

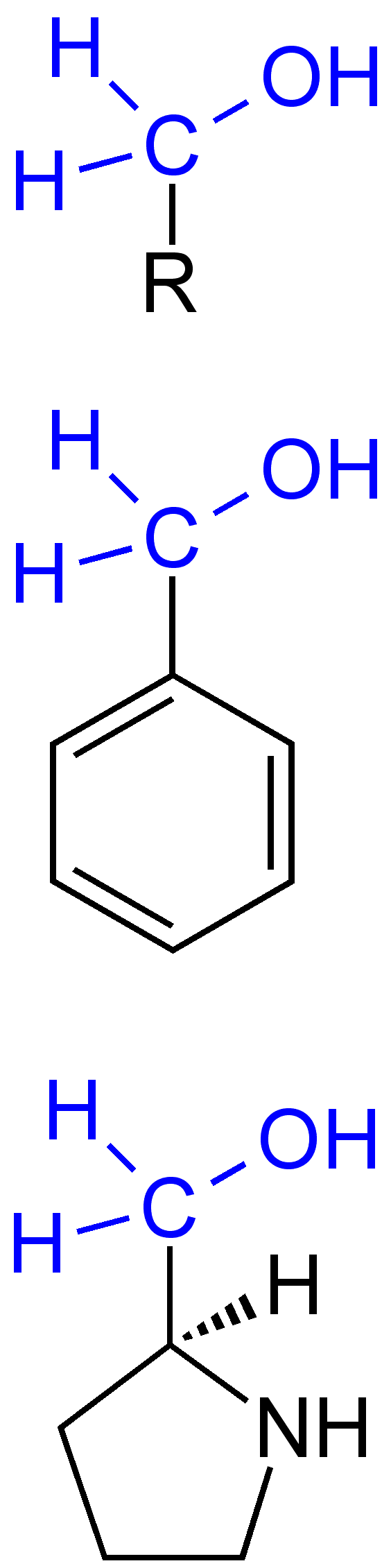
المجموعة هيدروكسي ميثيل بالأزرق.

هيدروكسي ميثيل في الكيمياء وبشكل خاص الكيمياء العضوية هي مجموعة وظيفية واسم مستبدل له الصيغة البنيوية -CH2-OH، يتكون الهيدروكسي ميثيل من جسر ميثيلين (-CH2-) مرتبطة بمجموعة هيدروكسيل (OH-)، وهذا يجعل مجموعة الهيدروكسي ميثيل كحولا، للمجموعة الوظيفة هيدروكسي ميثيل صيغة كيميائية مماثلة مع مجموعة الميثوكسي (-O-CH3) والتي تختلف عنه فقط في موضع الارتباط واتجاهها بالنسبة لباقي الجزيء، غير أن خصائصهما الكيميائية مختلفة.